# Jabłonna (powiat legionowski)

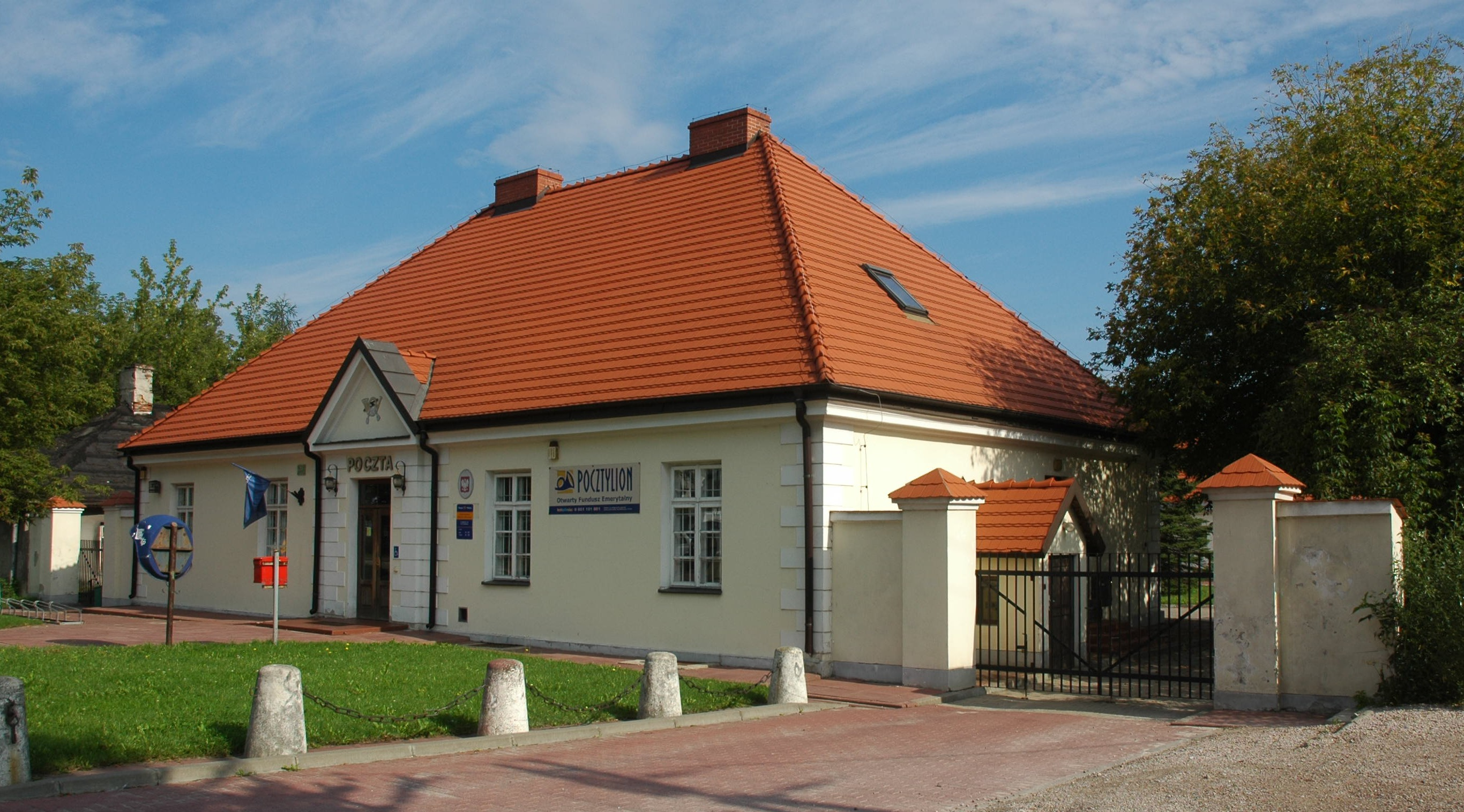
Stara poczta w Jabłonnie

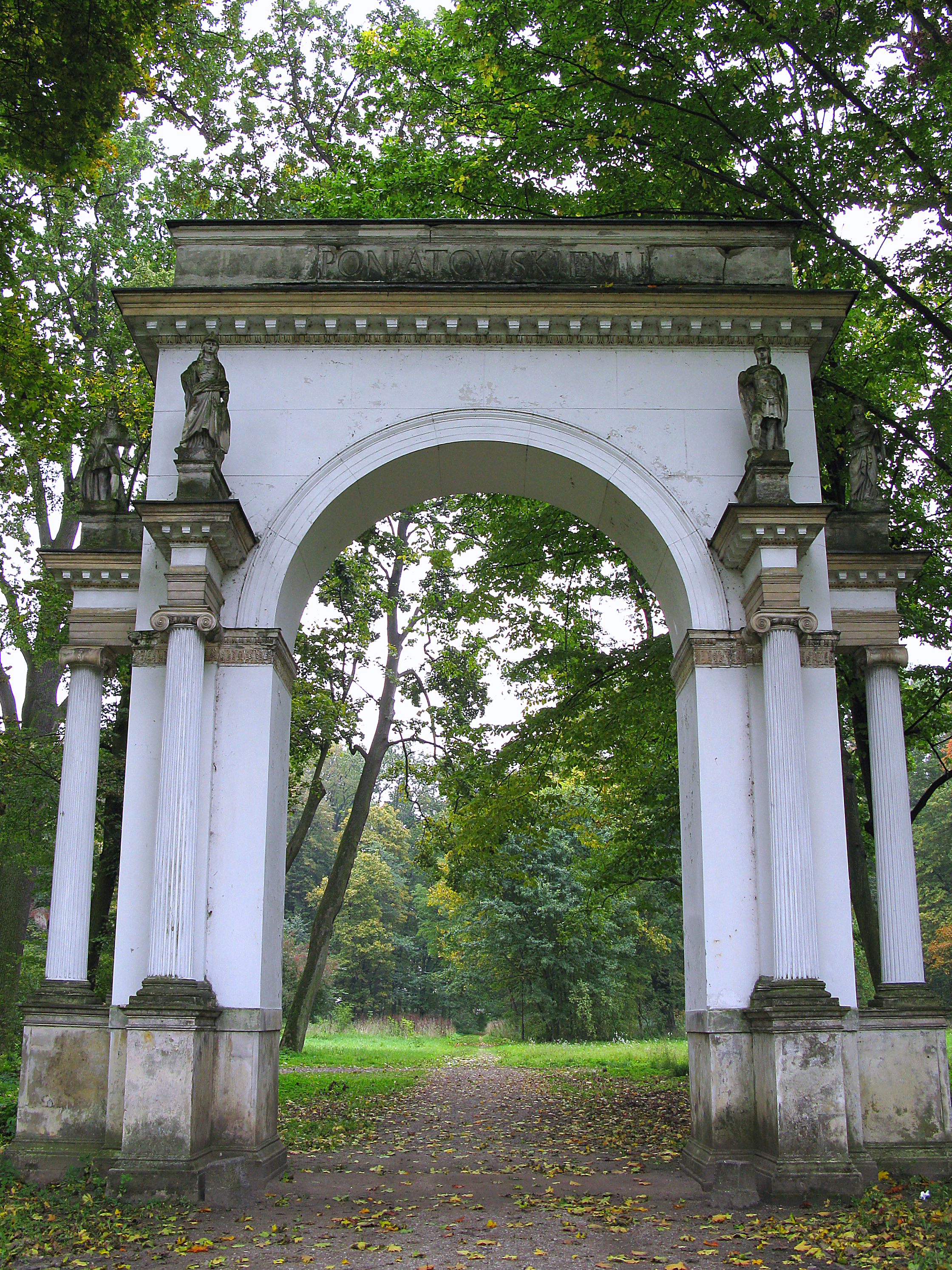
Łuk triumfalny w Jabłonnie, wzniesiony przed 1842 ku czci księcia Józefa Poniatowskiego, według projektu Henryka Marconiego

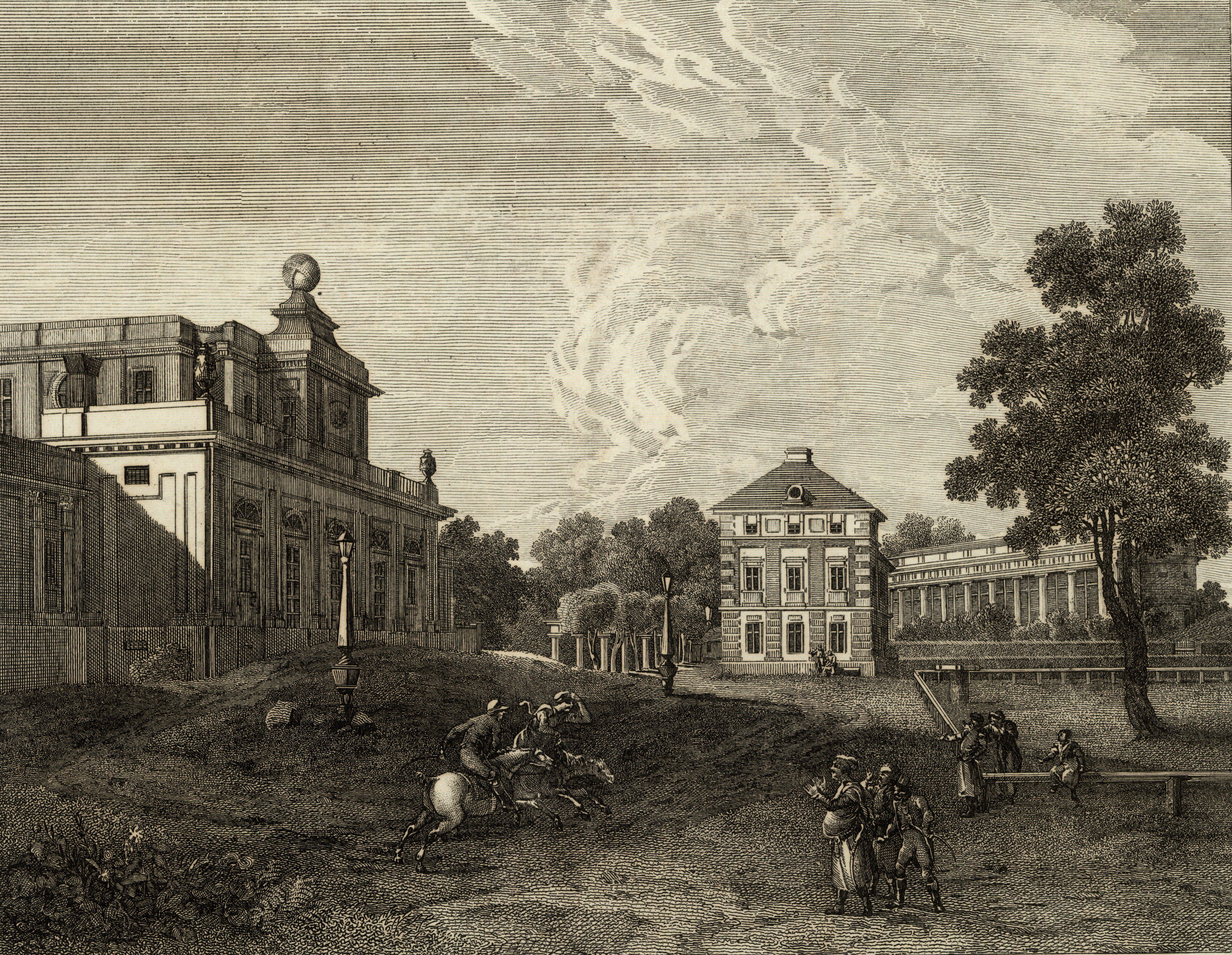
Pałac w Jabłonnie na akwaforcie Jana Zachariasza Freya (1806)

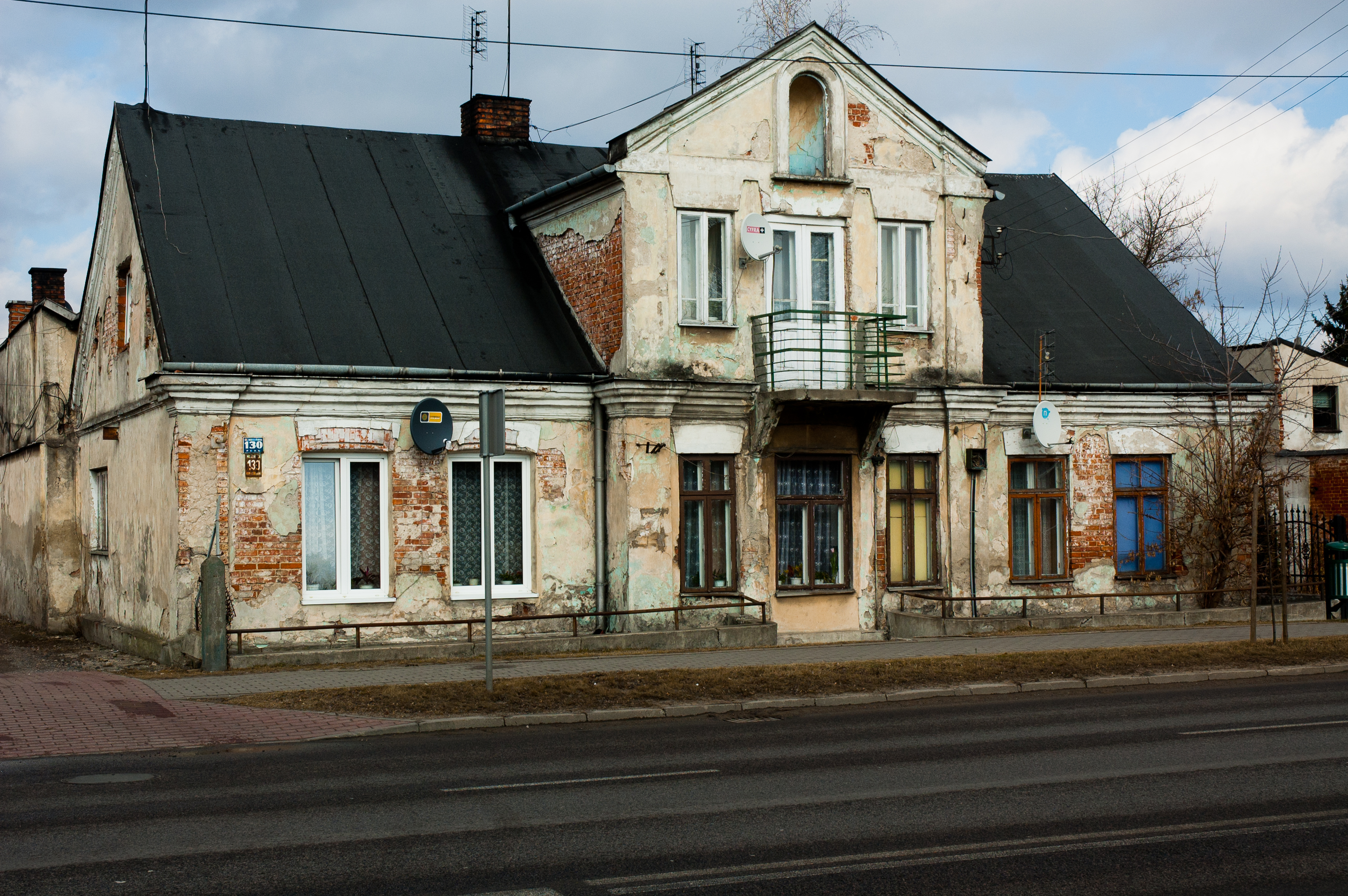
Budynek, w którym przed wojną mieścił się Urząd Gminy Jabłonna, a po wojnie porodówka

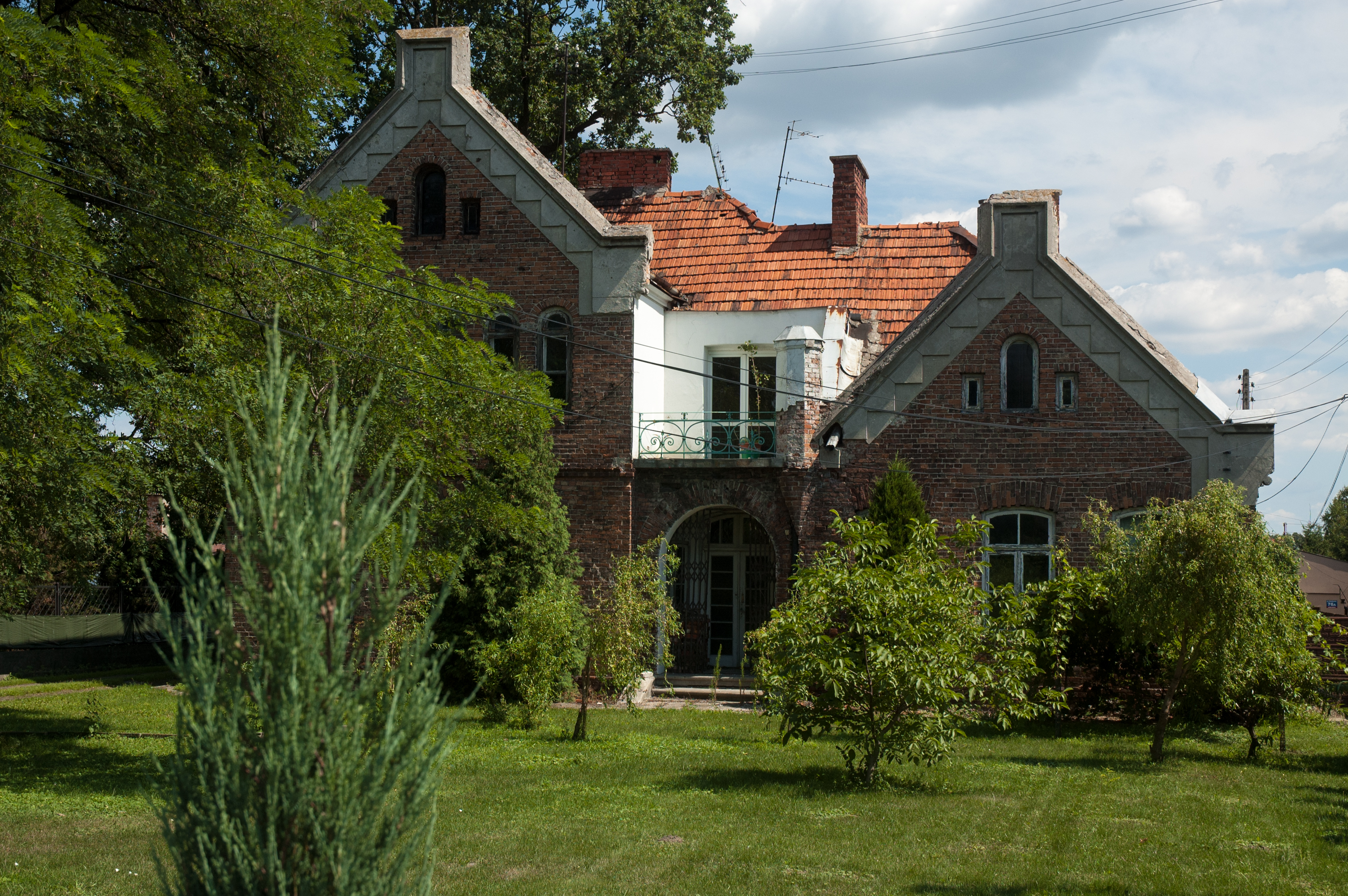
Zabytkowa willa z pocz. XX wieku dr. Stanisława Bzury

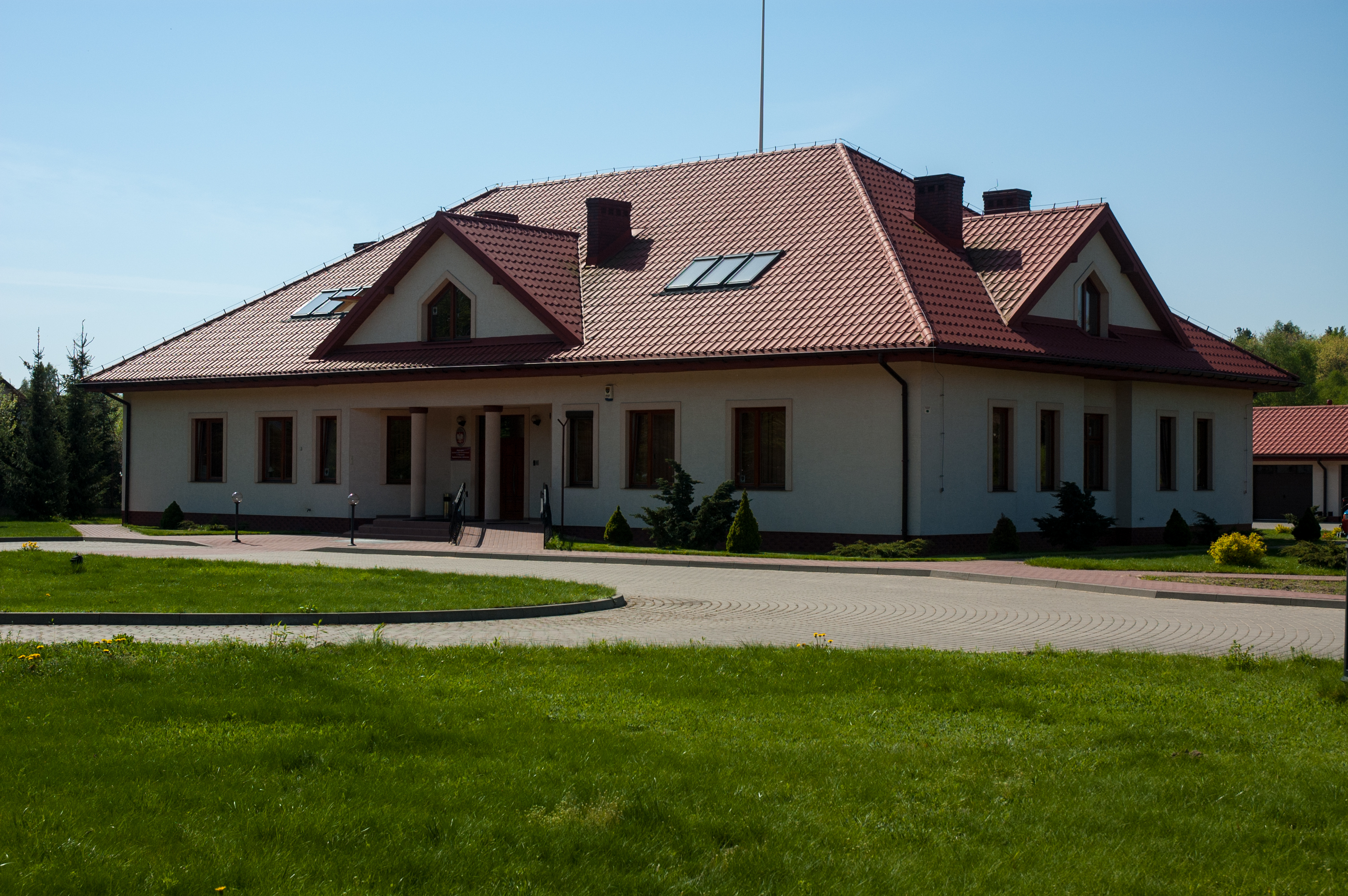
Siedziba Nadleśnictwa Jabłonna przy ulicy Wiejskiej 20

Jabłonna – wieś gminna i sołecka w Polsce, położona w województwie mazowieckim, w powiecie legionowskim, w gminie Jabłonna. Leży w Kotlinie Warszawskiej, nad Wisłą, na północ od Warszawy.

## Historia
Wieś duchowna Jabłonna położona była w 1580 roku w powiecie warszawskim ziemi warszawskiej województwa mazowieckiego.
W 1920 r., minister spraw wojskowych gen. Kazimierz Sosnkowski zarządził utworzenie obozu w Jabłonnie, w którym internowano około 10 tysięcy żołnierzy i oficerów żydowskiego pochodzenia (jego powstanie wywołało skandal międzynarodowy, z którego Sosnkowski musiał tłumaczyć się przed Sejmem i opinią publiczną).
1 października 1920 roku 300 poborowych wtargnęło do komisji wojskowej i zniszczyło znajdujące się tam dokumenty. by uniknąć poboru.
W czasie II wojny światowej, w latach 1941–1943, w pobliskich Bukowie (dziś w granicach Warszawy) i Poniatowie znajdowały się obozy dla jeńców radzieckich. We wsi i okolicy działały komórki Polskiej Partii Robotniczej. W ramach prowadzonej przez okupanta niemieckiego akcji zagłady Żydów mieszkańców pochodzenia żydowskiego deportowano do getta w Legionowie.
Jabłonna została wyzwolona spod okupacji niemieckiej 28 października 1944 przez jednostki 1 Armii WP po pięciodniowych walkach w rejonie miejscowości. Pierwszym powojennym wójtem był dawny dróżnik kolejowy Kazimierz Kuska, który pełnił tę funkcję do 1947.
Miejscowość w latach 60., 70. i 80. XX wieku zasłynęła z produkcji warzyw, owoców i kwiatów w obiektach szklarniowych, najliczniejszych w tym czasie w Polsce. Miejscowość uważana w tamtym czasie za najbogatszą w Polsce.
W latach 1975–1998 miejscowość należała administracyjnie do województwa warszawskiego.

## Części wsi
| SIMC    | Nazwa   | Rodzaj    |
| ------- | ------- | --------- |
| 1053659 | Zacisze | część wsi |

## Kościół
Na terenie Jabłonny znajduje się Kościół pod wezwaniem Matki Boskiej Królowej Polski.

## Zabytki

### Pałac w Jabłonnie
Barokowo-klasycystyczny pałac prymasa Michała Poniatowskiego, brata króla Stanisława Augusta Poniatowskiego. Wzniesiony przez Dominika Merliniego w latach 1775–1779, przebudowany przez Henryka Marconiego w 1837. Pałac jest otoczony parkiem, założonym w XVIII w., z romantycznymi budowlami: Domkiem Chińskim, oranżerią czy Grotą pustelnika. Grota wybudowana z cegły w 1778 roku, projektu architekta Szymona Bogumiła Zuga. Według legendy w grocie zaczynał się podziemny tunel, który przechodził pod Wisłą i prowadził do Bielan. Wnętrza pałacu są bogato zdobione, m.in. malowidłami Szymona Mańkowskiego i Antoniego Tavellego i sztukateriami Włocha Anotono Bianchi. W dniach 5–7 września 1939 w pałacu mieściła się Kwatera Główna Armii „Modlin”. Pałac został spalony w 1944 r., a po wojnie odbudowany. Obecnie ośrodek PAN.

### Fortyfikacje niemieckie
Fortyfikacje niemieckie, zbudowane w okresie II wojny światowej na zakolu Wisły, około 1 km na północny zachód od parku – trzy betonowe stanowiska na karabin maszynowy, jedno na działo (na koronie wału przeciwpowodziowego), umocnienia ziemne. Ich zadaniem była osłona przeprawy przez Wisłę. We wrześniu 1944 r. zostały obsadzone przez żołnierzy 6 pułku grenadierów pancernych SS „Theodor Eicke” 3 Dywizji Pancernej SS „Totenkopf”. 28 października rejon ten został zdobyty przez 2 pułk piechoty 1 Dywizji Piechoty im. Tadeusza Kościuszki. Do dziś zachowały się wszystkie stanowiska (najbliższe Wisły w ruinie) oraz czytelne ślady okopów.

### Budynek poczty
Na potrzeby poczty konnej, w 1837 r. rodzina Potockich wydzierżawiła grunt, gdzie zostały wzniesione budynek stacji pocztowej oraz oficyna zachodnia. W XIX wieku dobudowano oficynę wschodnią, która nie zachowała się do dziś. Obecnie budynek pełni funkcję urzędu pocztowego.

### Willa dr. Stanisława Bzury
Zabytkowa willa z początku XX wieku, zbudowana z cegły znajduje się przy ulicy Modlińskiej 78. Początkowo należała do Stanisława Bzury, lekarza gminnego. W okresie II wojny światowej mieściła się w niej kancelaria niemieckiej komendantury miejscowej, w której między innymi wystawiano przepustki do Warszawy.

## Transport
W Jabłonnie krzyżują się dwie ważne drogi – krajowa nr 61 oraz wojewódzka nr 630. Przez sołectwo Jabłonna przebiega linia kolejowa nr 9 relacji Warszawa – Gdańsk.

### Transport zbiorowy
Na terenie Jabłonny aktualnie funkcjonuje transport publiczny:
- ZTM – Po Jabłonnie jeżdżą dwie linie strefowe 723 i 731, dwie linie lokalne L41 i L49 i jedna linia nocna N63.[15]

## Edukacja

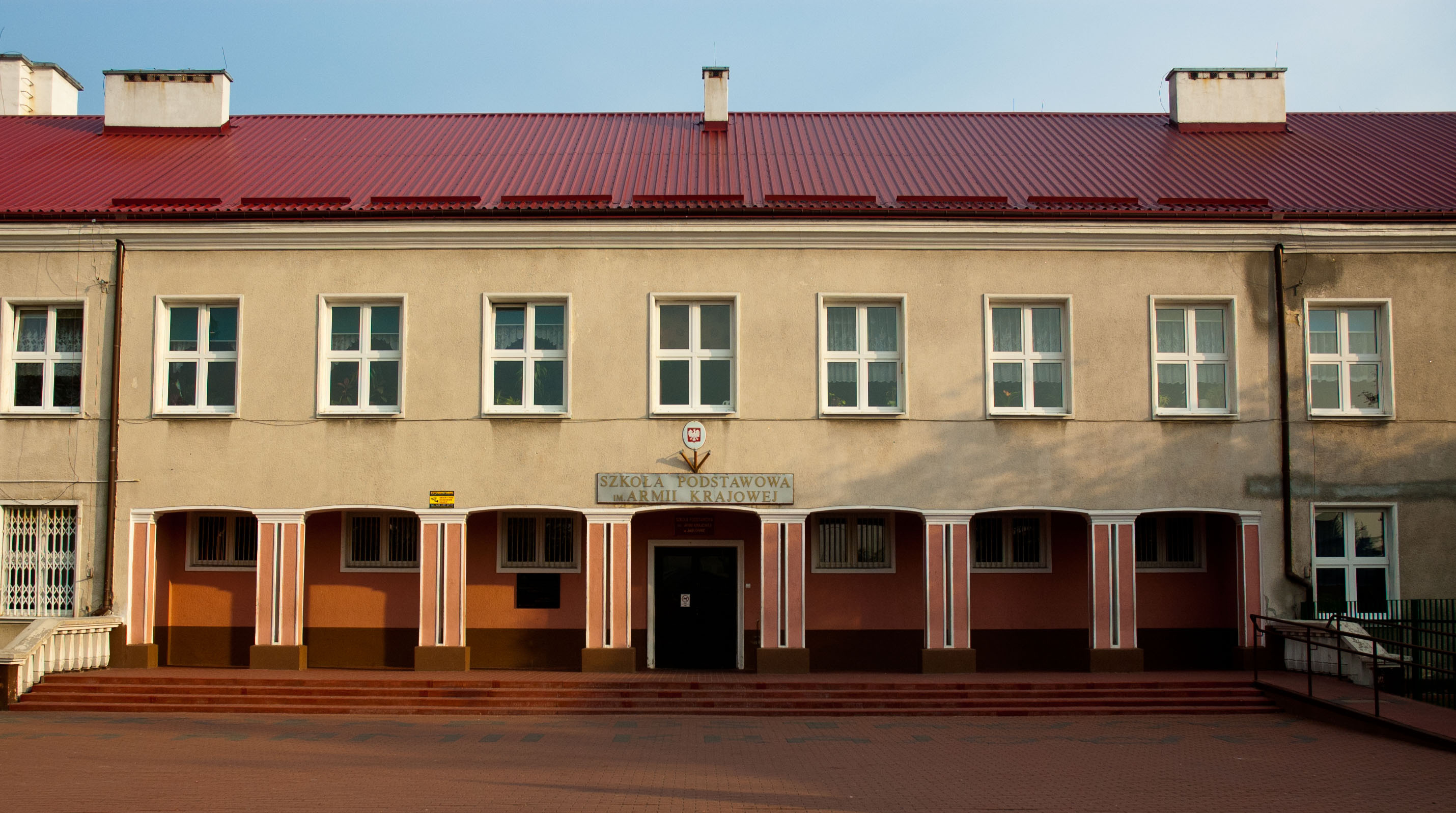
Szkoła Podstawowa im. Armii Krajowej

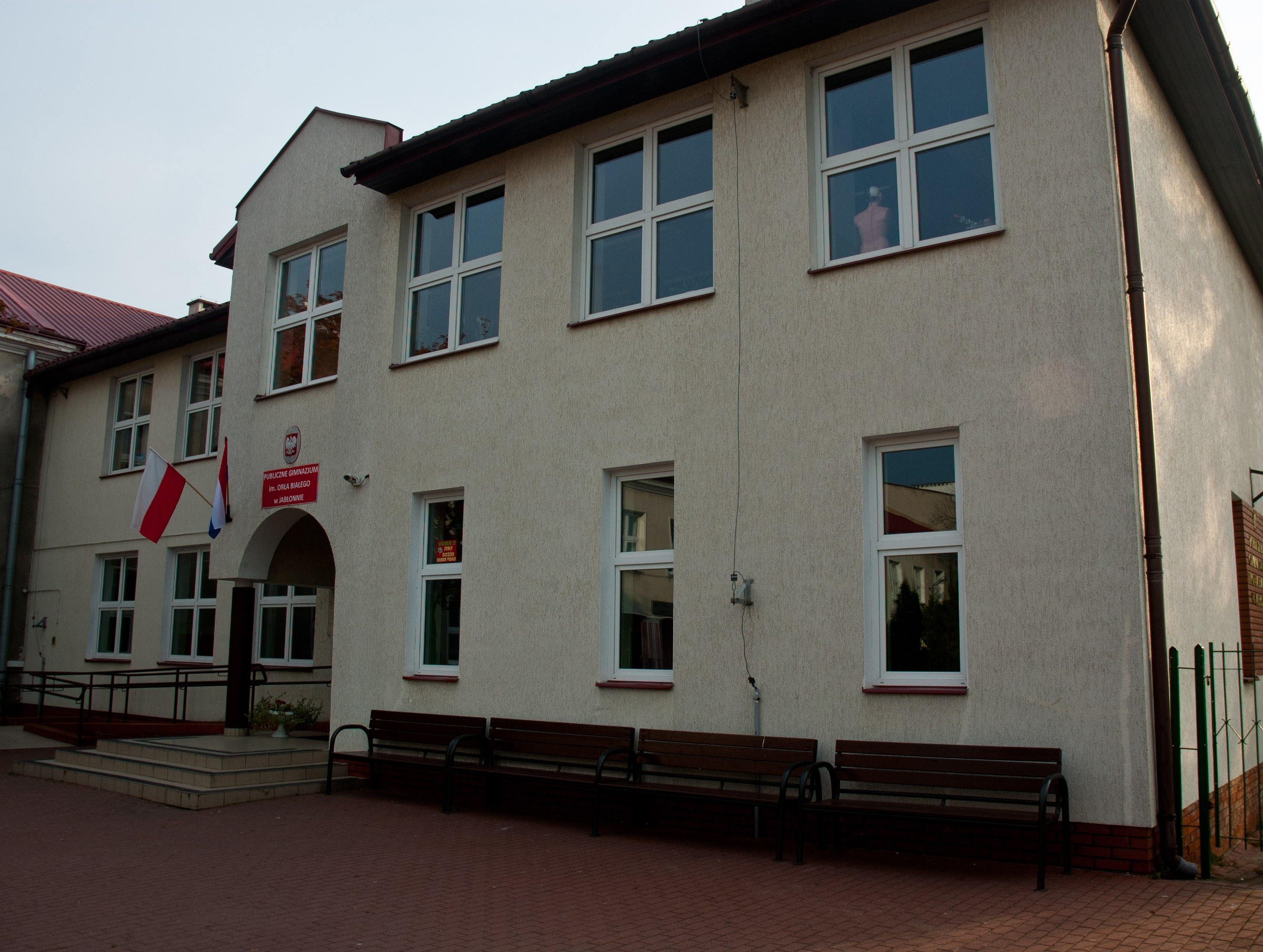
Gimnazjum im. Orła Białego

### Szkoła Podstawowa im. Armii Krajowej
Pierwsza szkoła elementarna w Jabłonnie mieściła się nieopodal obecnej ulicy Miłej. Nauka w niej odbywała się już w latach 60. XIX wieku. Szkoła ta była niewielka i nauczał w niej jeden nauczyciel.
Kilka lat po odzyskaniu przez Polskę niepodległości w Jabłonnie istniała 7-letnia szkoła o najwyższej kategorii i pełnym programie nauczania. Nauczało wówczas 8 nauczycieli, a lekcje prowadzone były w prywatnych domach.
Na początku lat trzydziestych oddano do użytku drewniany budynek szkoły wzniesiony przy ulicy Szkolnej i posiadający 5 sal lekcyjnych. Budynek ten pod koniec II wojny światowej został częściowo zburzony, ale został odbudowany, a nauka w nim wznowiona.
Ciągły wzrost liczby uczniów spowodował, że w 1949 roku rozpoczęto budowę nowego budynku, który z przerwami budowano do 1955 roku. Szkoła posiadała 11 izb lekcyjnych, 14 izb pomocniczych, centralne ogrzewanie, bieżącą wodę i kanalizację.
Dnia 9 listopada 1996 roku szkoła otrzymała imię Armii Krajowej. Wręczono sztandar ufundowany i ofiarowany przez Fundację Teresy i Zdzisława Knobel.
Od roku szkolnego 2014/2015 szkoła została powiększona o dawne gimnazjum.

### Gimnazjum im. Orła Białego
Przez pierwsze 3 lata działało w budynku szkoły podstawowej. Dyrektorem został Wiesław Kukla, uprzednio wicedyrektor szkoły podstawowej.
Od roku szkolnego 2002/2003 zajęcia lekcyjne w gimnazjum im. Orła Białego prowadzone są w nowym budynku, przy szkole podstawowej. Szkoła ma do dyspozycji 15 sal lekcyjnych (4 z zapleczami) oraz 2 sale językowe. W pracowni informatycznej uczniowie mają do dyspozycji 14 stanowisk komputerowych z dostępem do Internetu. Gimnazjum ma do dyspozycji własną pełnowymiarową halę sportową.
Od roku szkolnego 2014/2015 gimnazjum zostało przeniesione do Chotomowa, a budynek został przejęty przez Szkołę Podstawową im. Armii Krajowej.

## Sport

### Parkrun
Parkrun to cykliczne i bezpłatne biegi na dystansie 5 km z pomiarem czasu organizowane w każdą sobotę o 9:00 rano. Biegi parkrun przeznaczone są dla każdego bez względu na biegowy staż, uzyskiwane rezultaty, czy też wiek.
Pierwszy bieg Parkrun Jabłonna odbył się 27 sierpnia 2016 roku, zorganizowali go Lotos Jabłonna, Running Team Jabłonna, Fundacja „TU I TERAZ” wraz z Grupą Biegową CHTMO, przy wsparciu urzędu Gminy Jabłonna i przy aprobacie Polskiej Akademii Nauk, do której należy przypałacowy park.
Po niecałych 6 miesiącach od inauguracji trasa zyskała stałe oznakowanie. Tabliczki informujące o kierunku trasy i pokonanym dystansie zaprojektował Artur Szewczyk.

## Ochotnicza Straż Pożarna
OSP w Jabłonnie powstała w kwietniu 1912 roku. Pierwszą jednostkę straży pożarnej wyposażono w ręczną pompę strażacką, węże, drabiny, bosaki, wiadra, siekiery i topory. Sprzęt składowano w drewnianej szopie przy budynku obecnego Urzędu Gminy. Pierwszy wóz strażacki to był Opel Blitz. OSP Jabłonna w 1995 roku została włączona do struktury Krajowego Systemu Ratowniczo-Gaśniczego. W 2012 roku OSP Jabłonna obchodziła 100. rocznicę powstania. W związku z tym wydarzeniem zakupiono nowy wóz ratowniczo-gaśniczy marki Scania.

## Policja
W 2014 roku został oddany do użytku nowy komisariat policji. Budynek o powierzchni 683 m² zawiera pomieszczenia biurowe, gospodarcze, dyżurkę, pokój dla osób zatrzymanych, pokój przesłuchań z lustrem weneckim, archiwum, magazyn broni, salę odpraw, szatnie. Niektóre z 52 pomieszczeń posiadają klimatyzację.
Dotychczas policjanci pracowali w budynku współdzielonym z Ochotniczą Strażą Pożarną, a wcześniej w budynku Urzędu Gminy Jabłonna.

## Pomniki
Obelisk poświęcony pamięci Jana Pawła II i 25-lecia „Solidarności” znajduje się tuż przy ulicy Modlińskiej, na wysokości Domu Ogrodnika w Jabłonnie. Odsłonięty został w 2006 roku przez biskupa warszawsko-praskiego Sławoja Leszka Głódzia. Obelisk wykonano z bloku granitu, kształtem nawiązującym do gór.
Pomnik Wincentego Witosa, który znajduje się przy Domu Ogrodnika w Jabłonnie. Pomnik ten postawiono dla uczczenia czterdziestej rocznicy śmierci byłego premiera.
Pomnik poległych w latach 1939–1945. Umieszczony na skwerze nazwanym pseudonimami Żołnierzy AK: Mieczysława Stępnowskiego „Alfy” i Stanisława Felickiego „Skiby”, poległych 17 czerwca 1943 r, podczas eskorty transportu broni. Po lewej stronie pomnika umieszczona jest płyta pamiątkowa. Pomnik został zbudowany w latach 1981–1982 według projektu S. Kulona i M. Borysa. Pomnik znajduje się przy ulicy Modlińskiej 100, między Domem Ogrodnika a Urzędem Gminy
Pomnik Armii Krajowej usytuowany tuż przy budynku Urzędu Gminy Jabłonna. Upamiętniający walkę Żołnierzy AK VII-Obwodu, I Rejonu, II Batalionu, VII-Kompanii AK „Obroża” na terenach Jabłonny i Legionowa. Monument wzniesiony w 1991 r., a w 1999 r. doposażony w stylizowany krzyż Virtuti Militari umieszczony na kracie ze stalowych prętów, zaś bryła pomnika przebudowana w formie barykady powstańczej.
Obelisk upamiętniający ofiary zbrodni katyńskiej i katastrofy lotniczej pod Smoleńskiem został odsłonięty 18 kwietnia 2010 roku i poświęcony przez proboszcza parafii ks. Tadeusza Wasiluka.

Obeliski i pomniki
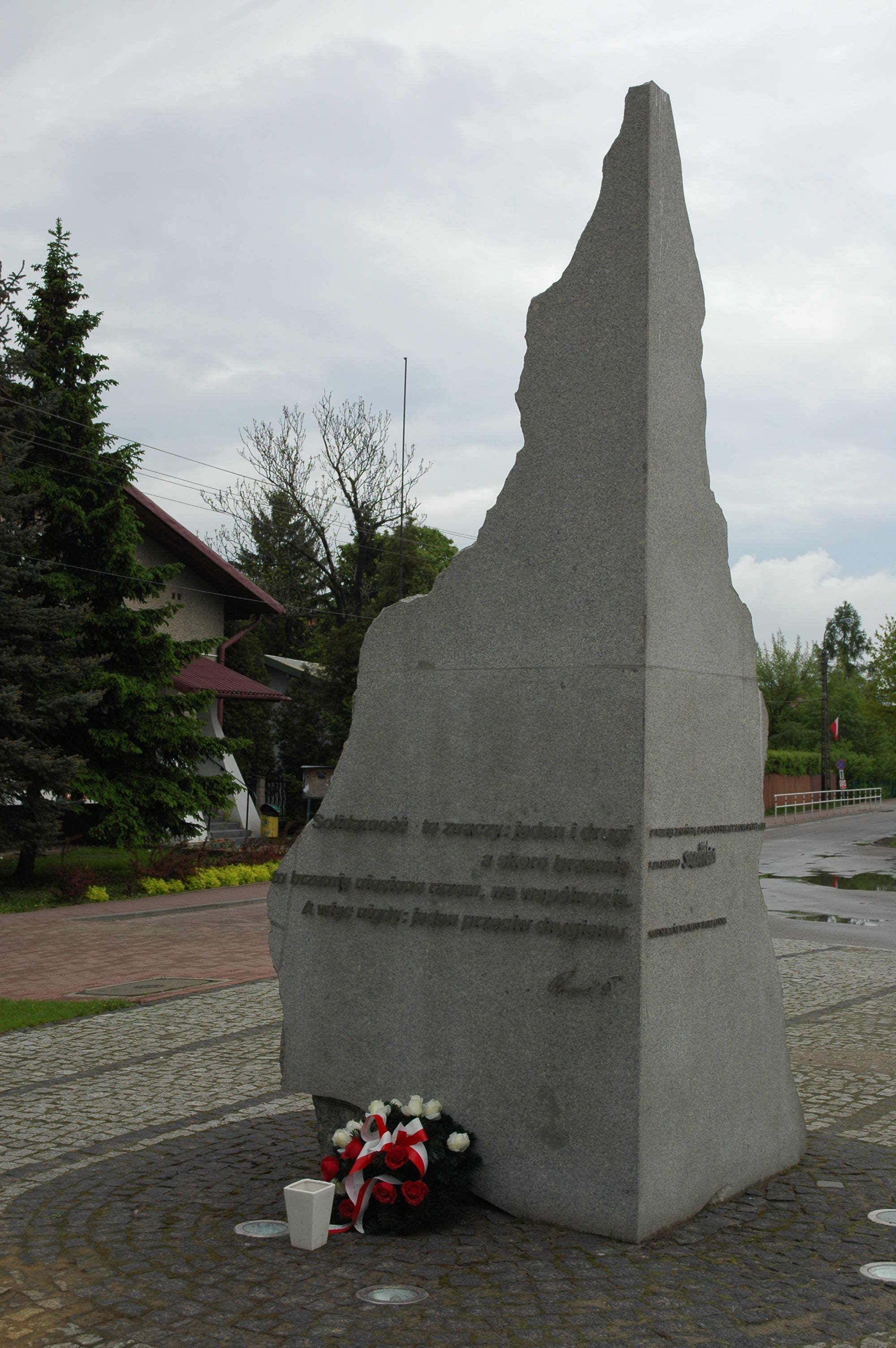
Jana Pawła II i Solidarności
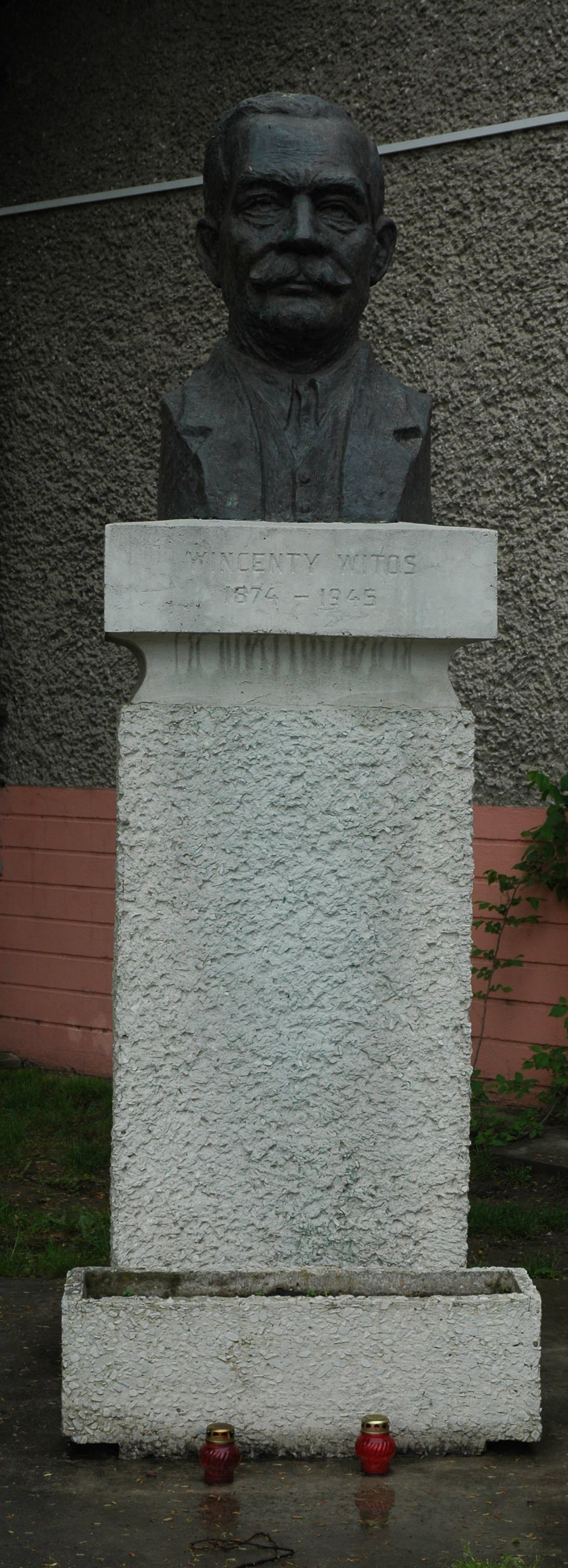
Wincentego Witosa
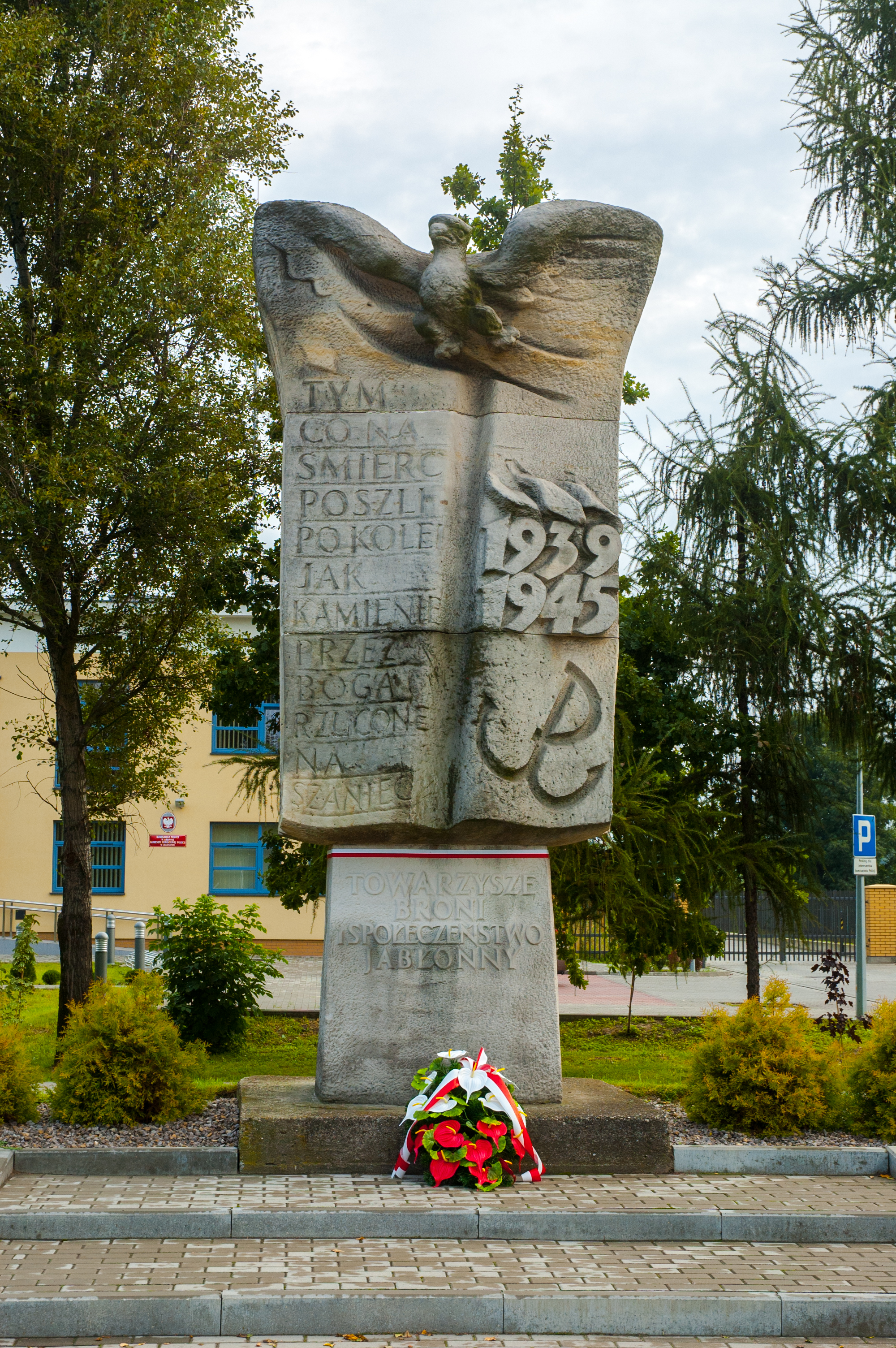
Alfy i Skiby
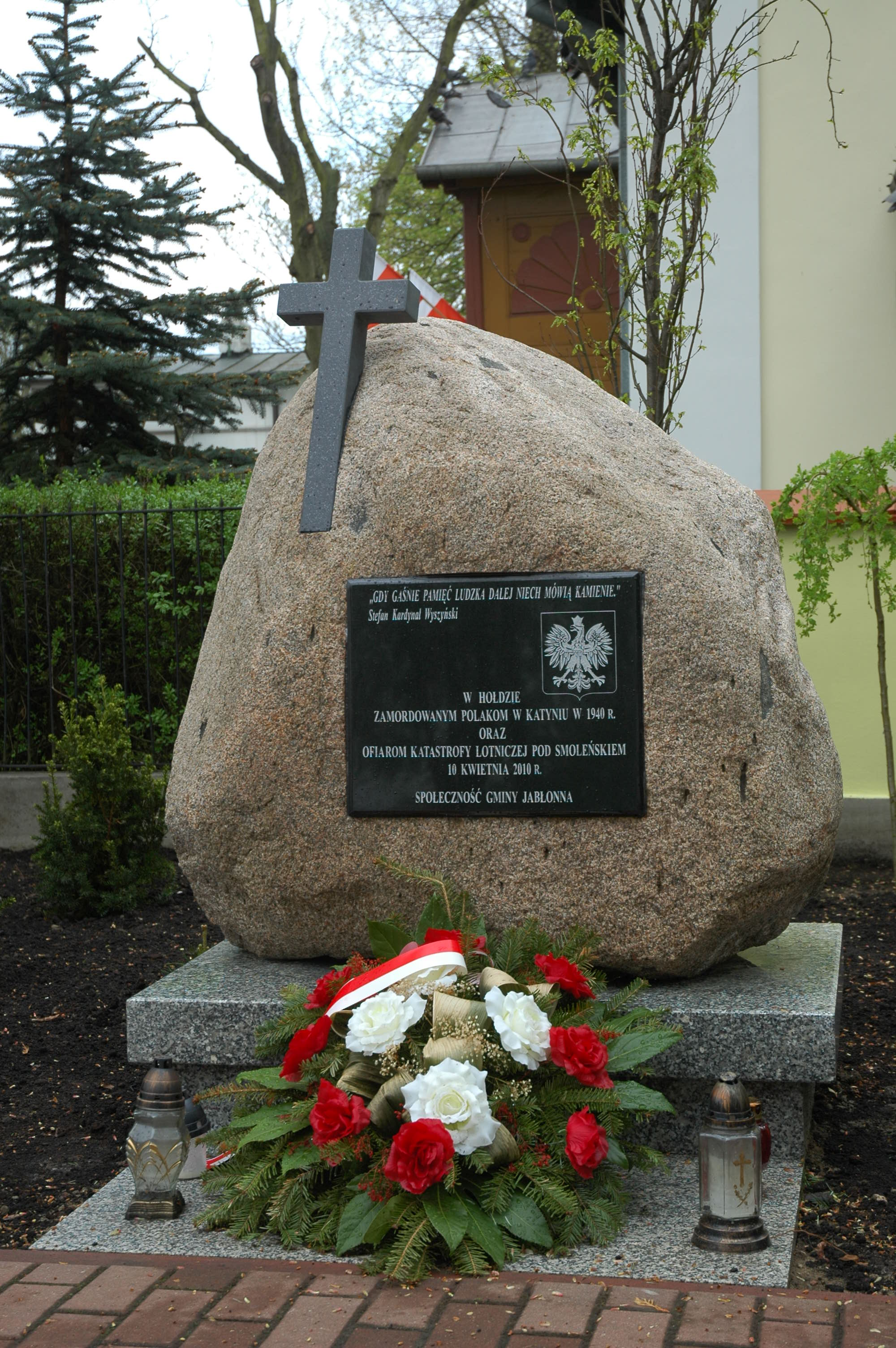
Ofiar Katynia i katastrofy smoleńskiej
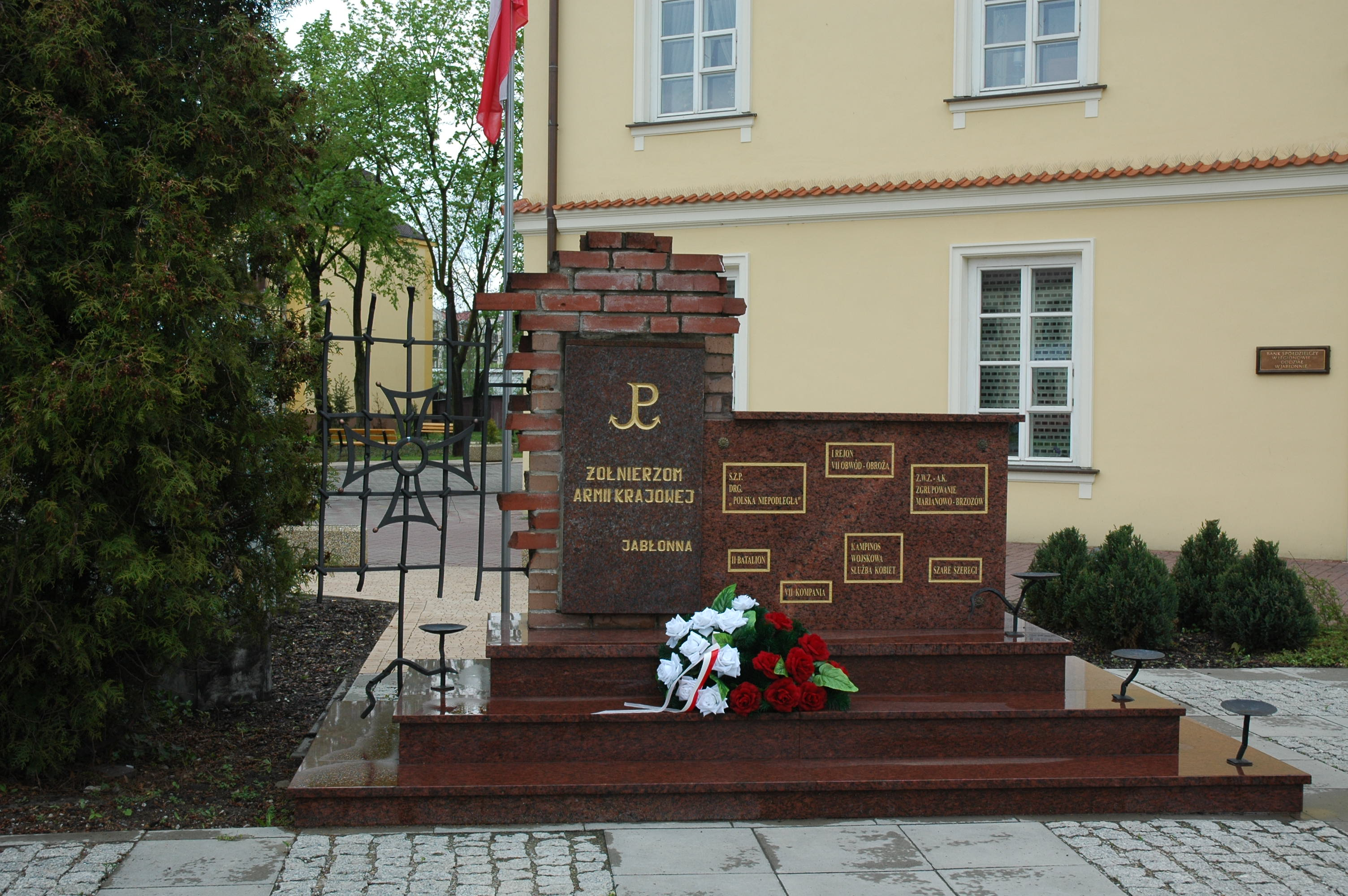
Armii Krajowej

## Tablice pamiątkowe
Generał Władysław Sikorski
Tablica upamiętniająca stacjonowanie generała Władysława Sikorskiego i jego sztabu w Jabłonnie w latach 1920–1921. Tablica znajduje się na budynku Urzędu Gminy Jabłonna, od ulicy Modlińskiej.
Tablica pamiątkowa poświęcona pamięci żołnierzy Armii Krajowej, uczestników walk o niepodległą Polskę
Tablica upamiętniająca poświęcona pamięci żołnierzy Armii Krajowej, została odsłonięta 14 marca 2007 r. O tablicę zabiegał Edmund Kuklewski, przewodniczący Światowego Związku Żołnierzy Armii Krajowej, środowiska II batalionu I Rejonu VII Obwodu AK w Jabłonnie. Tablica znajduje się na ścianie frontowej szkoły podstawowej im. Armii Krajowej przy ul. Szkolnej 2 w Jabłonnie.
Tablica upamiętniająca żołnierzy dywizji im. T. Kościuszki poległych w 1944 roku
Tablica znajduje się na budynku Urzędu Gminy Jabłonna, po prawej stronie od wejścia.
Tablica upamiętniająca nadanie szkole podstawowej im. Armii Krajowej
Tablica upamiętniająca nadanie gimnazjum imienia Orła Białego

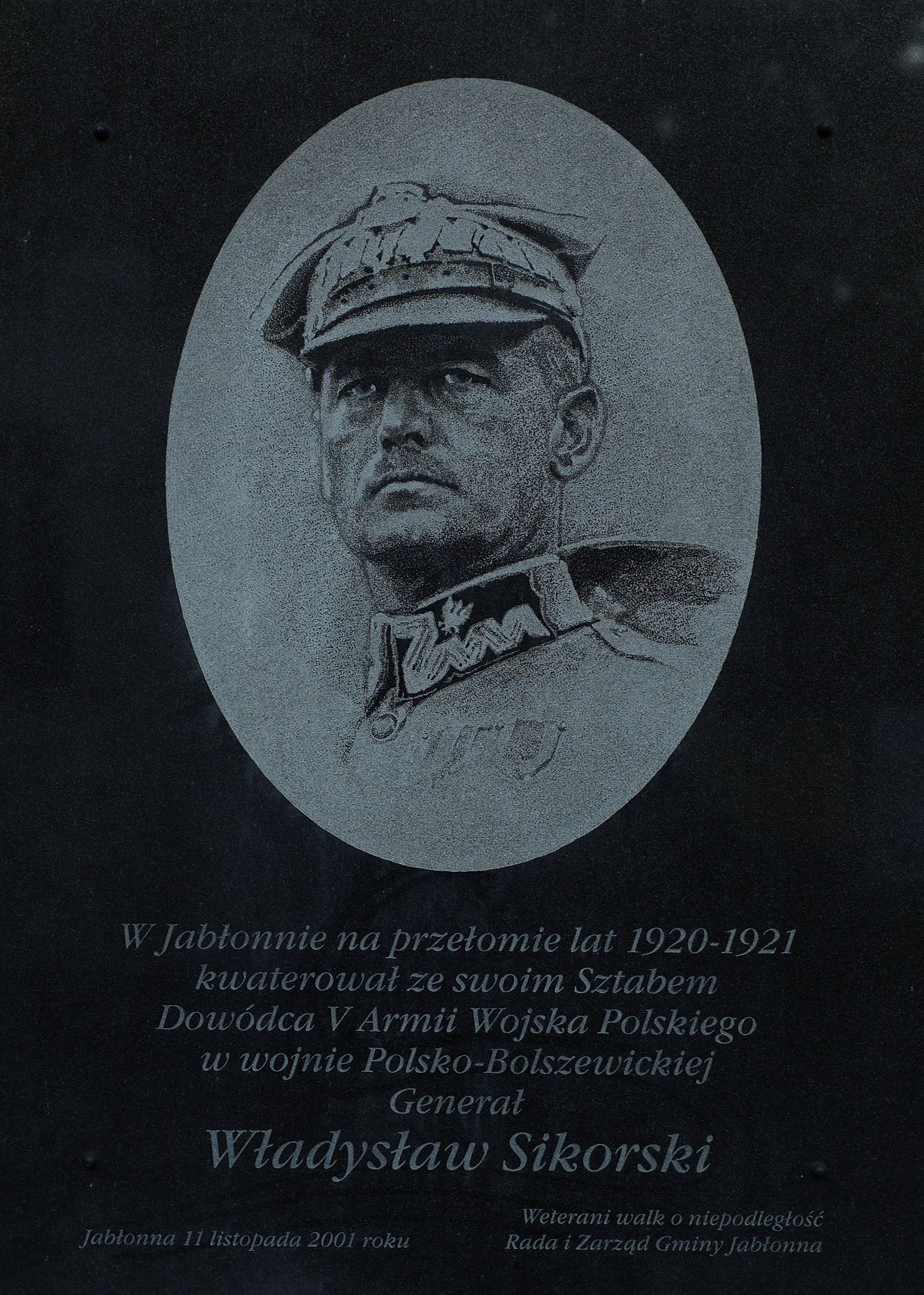
Generał Władysław Sikorski
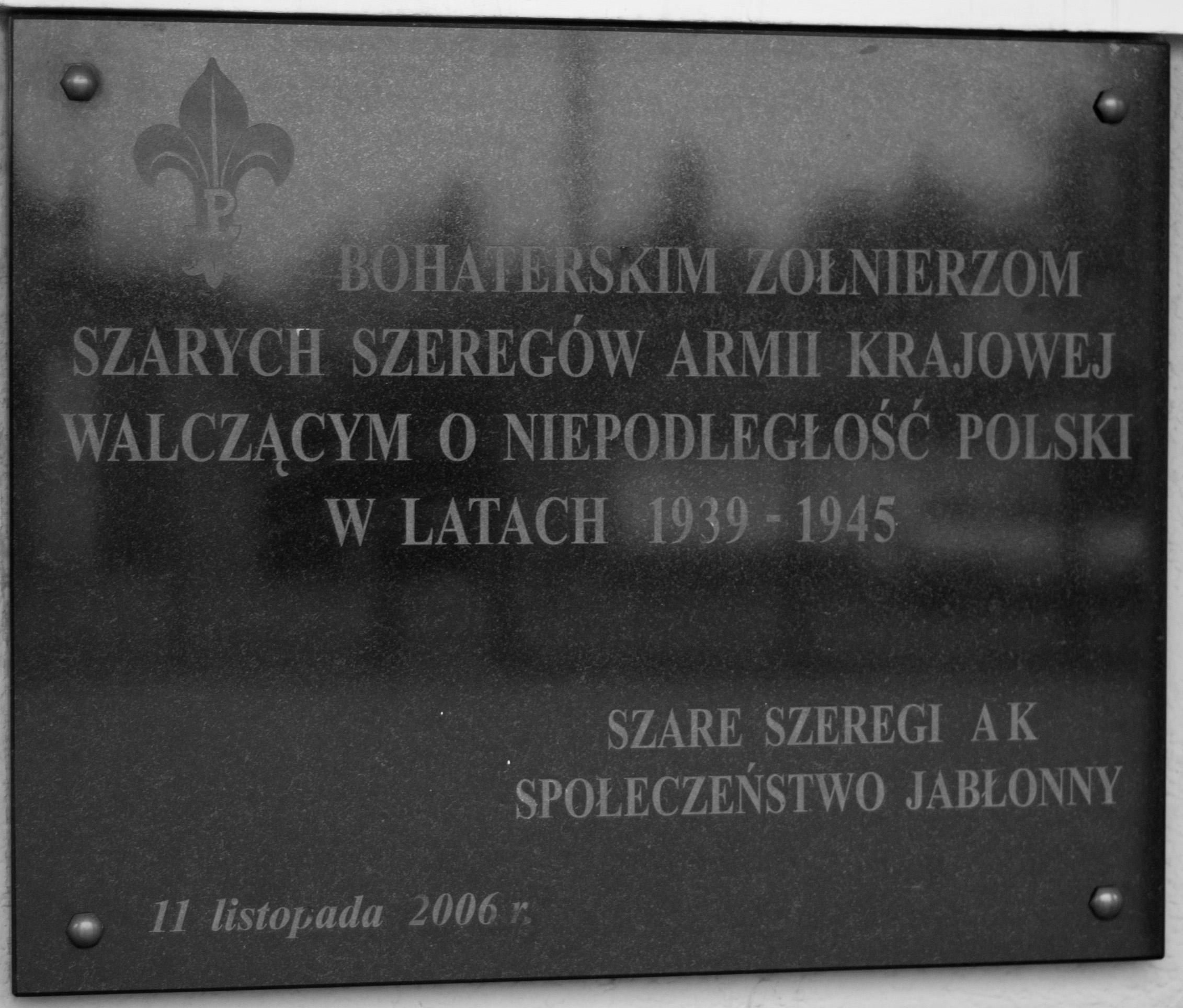
Bohaterskim żołnierzom Szarych Szeregów AK
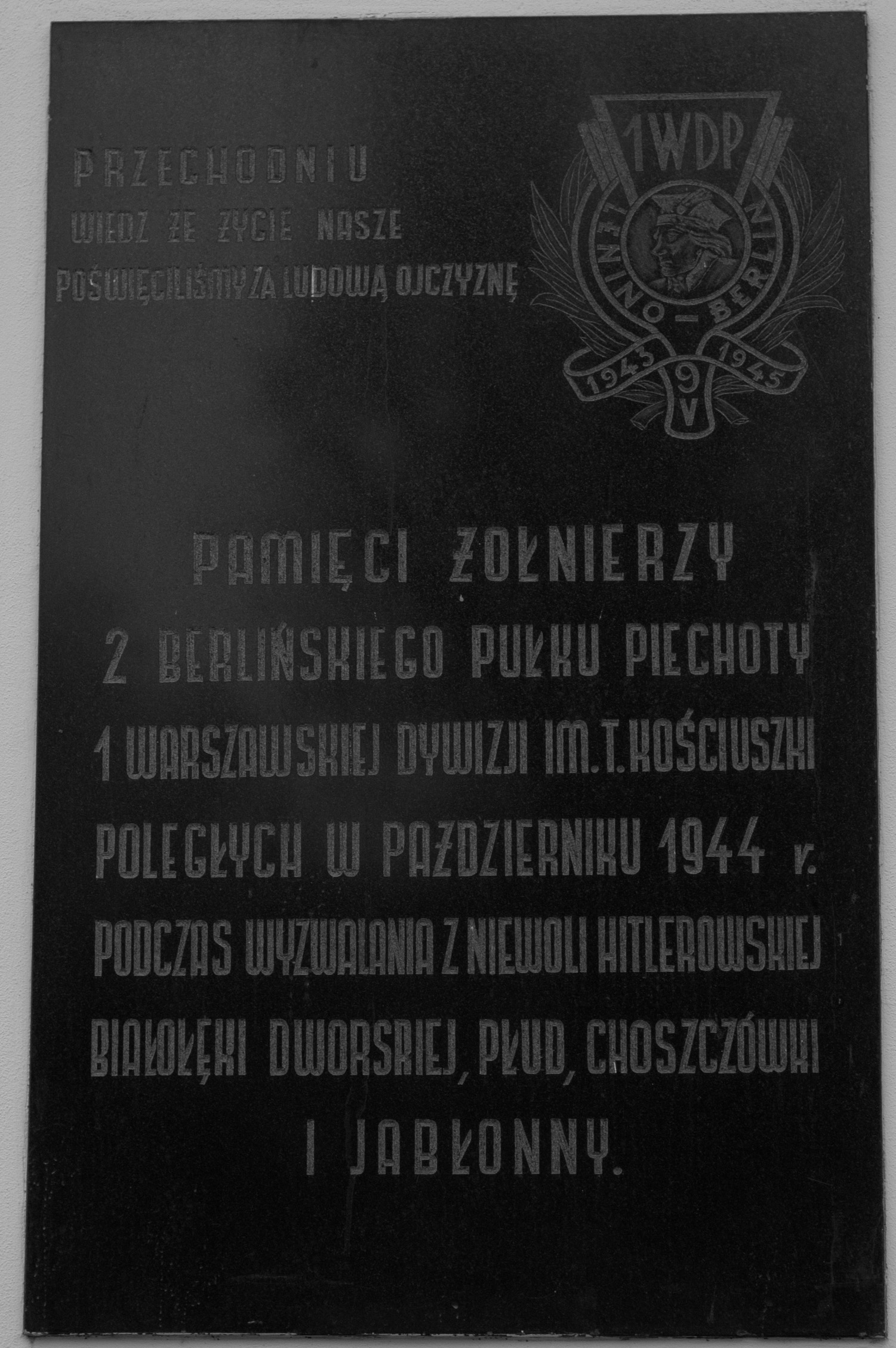
Pamięci żołnierzy dywizji im. T. Kościuszki
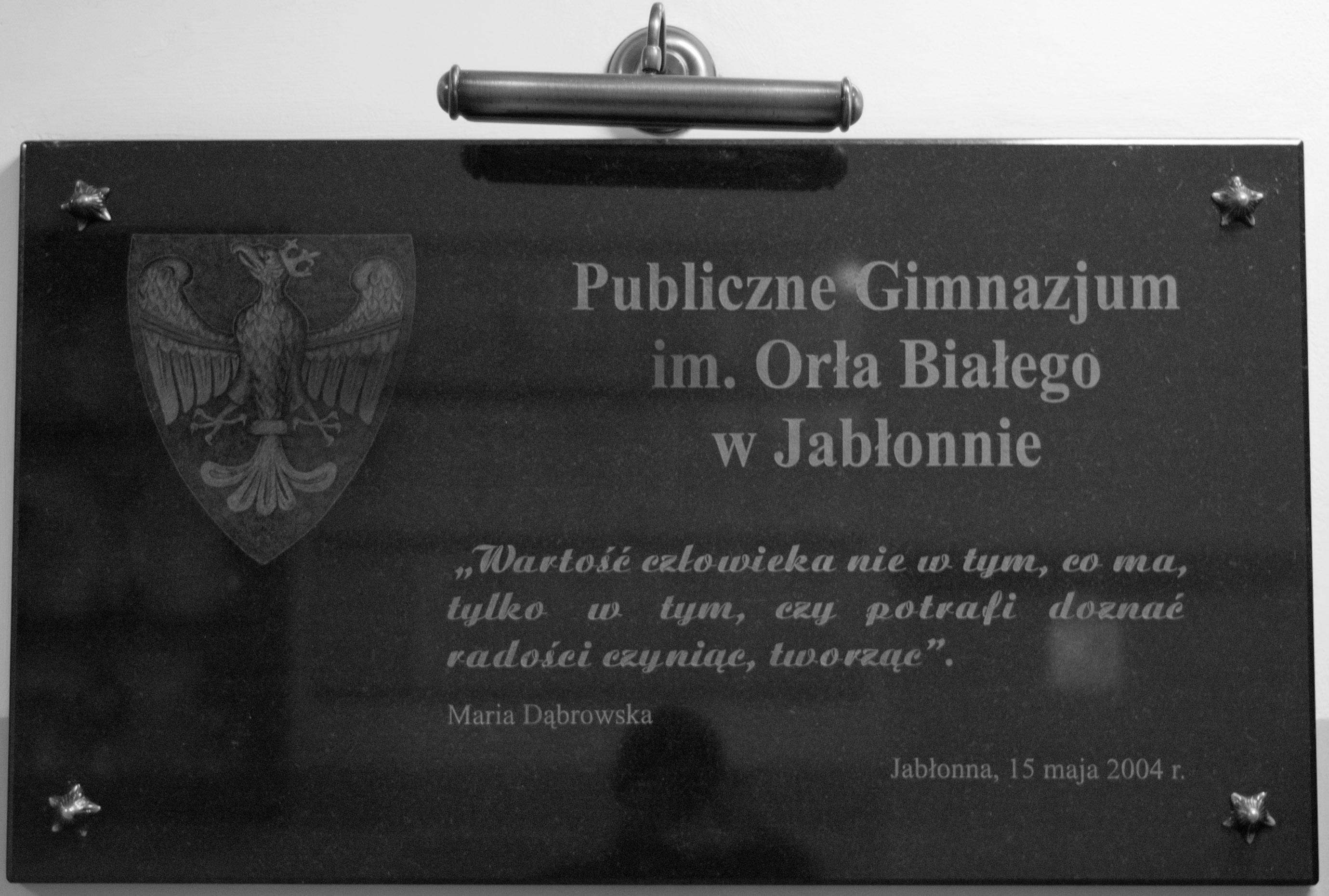
Nadanie imienia Orła Białego gimnazjum w Jabłonnie
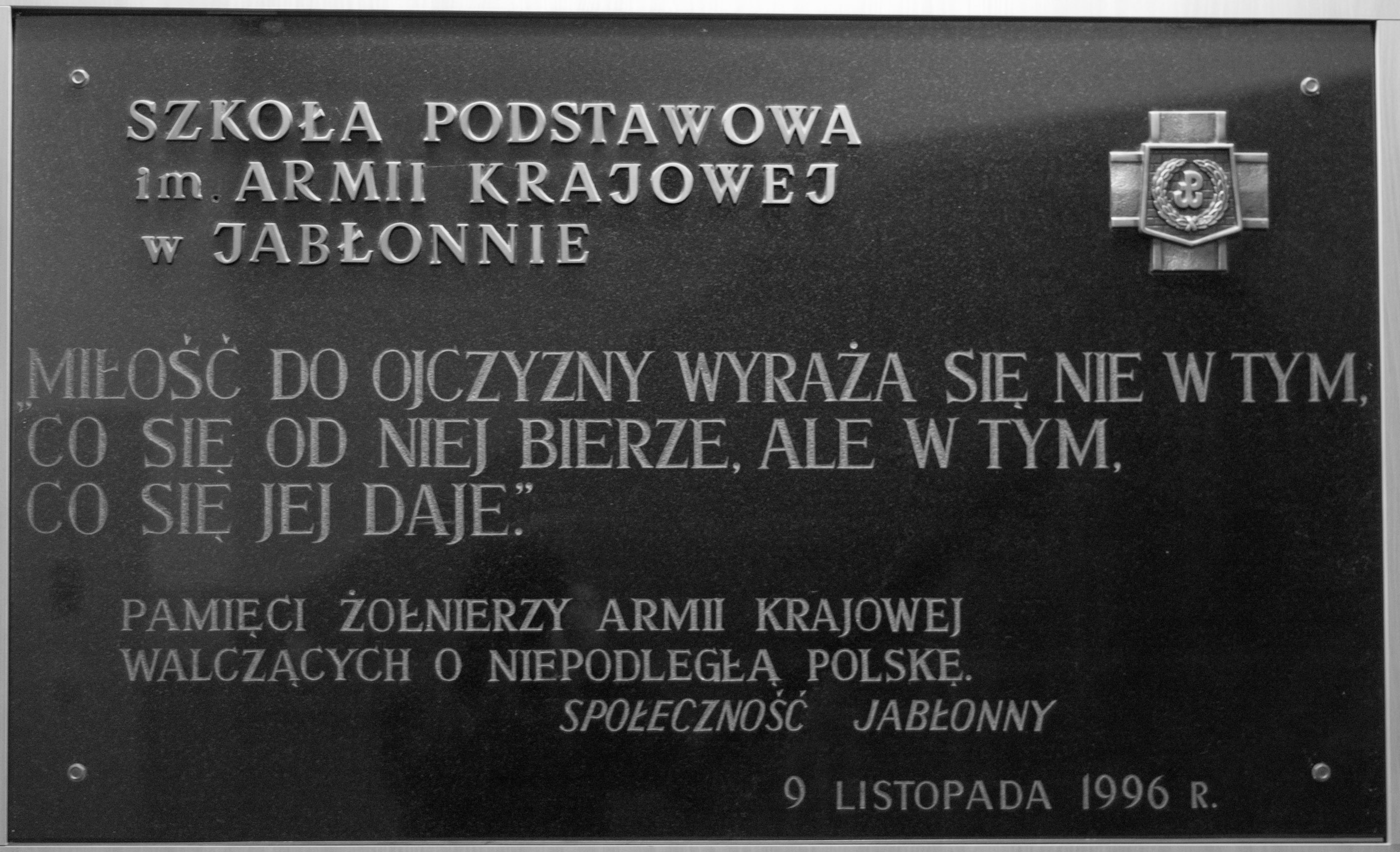
Nadanie imienia Armii Krajowej szkole podstawowej

## Biblioteka
Gminna Biblioteka w Jabłonnie rozpoczęła swoją działalność w 1949 roku. Początek działania biblioteki nie był łatwy w związku z niskimi nakładami finansowymi na ten cel oraz lokalem, w jakim biblioteka musiała działać.
Bardzo długo, na przestrzeni lat 1963–2005 bibliotekę prowadziła Krystyna Fluksik. W kwietniu 2005 roku w wyniku przeprowadzonego konkursu, kierownikiem biblioteki została Anna Czachorowska.
Biblioteka gminna, w związku z przeprowadzoną reformą administracyjną z 25 września 1954 roku – rok później – otrzymała miano biblioteki gromadzkiej. Ponownie biblioteka stała się gminną w 1973 roku.
Na początku 2006 roku biblioteka przystąpiła do programu „Ikonka”, dzięki czemu otrzymała dla swoich czytelników 3 komputery ze stałym dostępem do internetu.
28 czerwca 2006 roku Rada Gminy Jabłonna w drodze przyjętej uchwały nadała Gminnej Bibliotece w Jabłonnie imię Księdza Jana Twardowskiego.
W 2008 roku liczba woluminów wyniosła 23 tysiące, a liczba czytelników 1600 osób.

## Urodzeni w Jabłonnie
- Jerzy Miatkowski ps. „Zawada” – porucznik, żołnierz Armii Krajowej, uczestnik powstania warszawskiego, adiutant Hieronima Dekutowskiego „Zapory”.